# Peñacastillo
La peña de Peñacastillo vista desde Camargo
Peñacastillo (43° 29′ N, 3° 48′ O) é uma localidade do município de Santander, na Cantábria, Espanha, situada a 4,7 quilómetros da capital municipal e contígua ao município de Camargo. Em 2017 tinha 18 416 habitantes. Divide-se nos bairros de Adarzo, Camarreal, Campogiro, El Castro, Lluja, Ojaiz, Rucandial, Nueva Montaña [es], La Peña, San Martín e o parque industrial de El Campón.
Os espaços da zona de Peñacastillo era uma zona rural nas redondezas de Santander, em onde predominavam as casas unifamiliares, as explorações pecuárias e as hortas. Desde faz umas décadas Peñacastillo converteu-se numa das zonas que mais desenvolvimento urbanístico tem sofrido na zona, convertendo num área residencial da cidade de Santander, onde os edifícios de várias alturas e as urbanizações convivem com espaços rurais.
A máxima elevação do município é o monte homónimo [es], com 139 metros de altitude.

## História
No início do século XVII os bairros ou zonas que formavam a localidade eram Adarzo, Caminho Real (depois Camarreal), Lluja, Ojáiz e San Martín. A partir de 1845 foram crescendo outros núcleos, como La Reyerta (em San Martín) ou Campogiro. Com o começo das drenagens da marisma situada ao sul de Peñacastillo em 1898, começa-se a chamar à zona resultante Nueva Montaña; com a instalação dos alto-fornos constroem-se moradias para os empregados, aparecendo as colónias de Bartolomé Darnís, El Carmen e Santiago Mayor.
A toponimia responde ao bastião tardocristão que até ao século XVI se erigiu no promontório que deu lugar à localidade. Até esse momento, o lugar passou de ser o castelo da pena à Peña do Castillo, tal e como recolhe um códice da biblioteca da catedral de Santander escrito por Santiago Diego [es]. A fortaleza foi desocupada ao incorporar-se o povoamento à jurisdição santanderina. A partir de então, a extração de pedra foi desaparecendo para fazer parte de moradias próximas. Já no século XX, os escassos vestígios desapareceram ao servir a ladeira meridional como pedreira local.

## Personagens ilustres

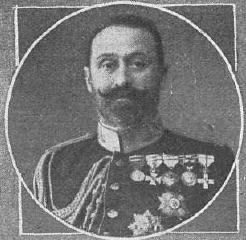
Venancio López de Ceballos e Aguirre

Em 1856 nasceu em Peñacastillo Venancio López de Ceballos y Aguirre [es], o qual foi tenente-coronel de cavalaria e inventor. Em 1905 desenvolveu a pistola que leva o nome do seu condado e que popularizou a empresa basca Astra, Unceta y Cía [es], localizada na localidade biscaínha de Guernica. Desde 1912 até 1921 foi a pistola regulamentar do exército espanhol. Foi o III conde de Campo-Giro.
O beato Abel Angel Palazuelos Maruri [es]. Desde 1995 o artista burgalês Carlos Armiño [es] vive em Peñacastillo  onde instalou a sua oficina de escultura.

## Festividades
A princípios do mês de julho celebra-se a festa da padroeira de Peñacastillo, Nossa Senhora de Loreto.